# Dani Cancela
Daniel 'Dani' Cancela Rodríguez (tiếng Trung: 丹尼; sinh 23 tháng 9 năm 1981) là một cầu thủ bóng đá người Tây Ban Nha hiện đang thi đấu ở vị trí hậu vệ trái cho câu lạc bộ Kitchee SC ở giải bóng đá hạng nhất Hồng Kông.

## Sự nghiệp cầu thủ

### Tây Ban Nha
Sinh ra tại A Coruña, Galicia, Cancela đã khoác áo câu lạc bộ Deportivo de La Coruña trong nhiều năm, nhưng chỉ góp mặt trong đội hình dự bị và thi đấu 5 mùa giải tại đây, trong đó có 4 lần thi đấu tại giải hạng tư. Anh cũng được cho mượn đến câu lạc bộ nghiệp dư Malpica SDC trong khoảng thời gian này.
Sau khi rời Deportivo năm 2006 Cancela thi đấu thêm 4 năm ở giải hạng ba (Segunda División B) trong màu áo 2 đội bóng CF Fuenlabrada và CD Lugo

### Hồng Kông
Cùng với 2 người đồng hương Fernando Recio và Jordi Tarrés, Cancela ký hợp đồng với Kitchee SC tại Hồng Kông vào ngày 26 tháng 7 năm 2010. Vào ngày 28 tháng 1 năm sau, anh gia hạn hợp đồng của mình hai năm nữa.

## Thành tích thi đấu
Tính đến 26 tháng 5 năm 2019
| Câu lạc bộ          | Mùa giải            | Giải đấu            | Giải đấu | Giải đấu  | Cúp     | Cúp       | Khác    | Khác      | Tổng    | Tổng      |
| Câu lạc bộ          | Mùa giải            | Giải đấu            | Số trận  | Bàn thắng | Số trận | Bàn thắng | Số trận | Bàn thắng | Số trận | Bàn thắng |
| ------------------- | ------------------- | ------------------- | -------- | --------- | ------- | --------- | ------- | --------- | ------- | --------- |
| Fuenlabrada         | 2006–07             | Segunda División B  | 30       | 0         | 1       | 0         | 0       | 0         | 31      | 0         |
| Fuenlabrada         | 2007–08             | Segunda División B  | 31       | 0         | 0       | 0         | 0       | 0         | 31      | 0         |
| Fuenlabrada         | Tổng cộng           | Tổng cộng           | 61       | 0         | 1       | 0         | 0       | 0         | 62      | 0         |
| Lugo                | 2008–09             | Segunda División B  | 16       | 0         | 1       | 0         | 0       | 0         | 17      | 0         |
| Lugo                | 2009–10             | Segunda División B  | 22       | 1         | 0       | 0         | 0       | 0         | 22      | 1         |
| Lugo                | Tổng cộng           | Tổng cộng           | 38       | 1         | 1       | 0         | 0       | 0         | 39      | 1         |
| Kitchee             | 2010–11             | Hạng nhất Hồng Kông | 15       | 0         | 3       | 0         | 0       | 0         | 18      | 0         |
| Kitchee             | 2011–12             | Hạng nhất Hồng Kông | 15       | 0         | 5       | 0         | 7       | 0         | 27      | 0         |
| Kitchee             | 2012–13             | Hạng nhất Hồng Kông | 10       | 0         | 5       | 0         | 0       | 0         | 15      | 0         |
| Kitchee             | 2013–14             | Hạng nhất Hồng Kông | 19       | 3         | 4       | 0         | 0       | 0         | 23      | 3         |
| Kitchee             | 2014–15             | Hạng nhất Hồng Kông | 11       | 0         | 8       | 0         | 0       | 0         | 19      | 0         |
| Kitchee             | 2015–16             | Hạng nhất Hồng Kông | 12       | 0         | 7       | 1         | 0       | 0         | 19      | 1         |
| Kitchee             | 2016–17             | Hạng nhất Hồng Kông | 19       | 1         | 6       | 0         | 0       | 0         | 25      | 1         |
| Kitchee             | 2017–18             | Hạng nhất Hồng Kông | 8        | 0         | 4       | 0         | 4       | 0         | 16      | 0         |
| Kitchee             | 2018–19             | Hạng nhất Hồng Kông | 17       | 0         | 8       | 0         | 7       | 1         | 32      | 1         |
| Kitchee             | Tổng cộng           | Tổng cộng           | 126      | 4         | 50      | 1         | 18      | 1         | 194     | 6         |
| Tổng cộng sự nghiệp | Tổng cộng sự nghiệp | Tổng cộng sự nghiệp | 225      | 5         | 52      | 1         | 18      | 1         | 295     | 7         |